# Odetta marci
Odetta marci is een slakkensoort uit de familie van de Pyramidellidae. De wetenschappelijke naam van de soort werd in 1998 voor het eerst geldig gepubliceerd door van Jacobus Johannes van Aartsen, Edi Gittenberger en Jeroen Goud.